# Selecció de futbol de Tunísia
La Selecció de futbol de Tunísia és l'equip representatiu del país a les competicions oficials. Està dirigida per la Federació Tunisiana de Futbol (àrab: الجامعة التونسية لكرة القدم, francès: Fédération Tunisienne de Football), pertanyent a la CAF.
És una selecció amb una notable presència internacional, ja que ha participat tant en mundials (on no ha passat mai de la primera fase) com a la Copa d'Àfrica. La seva victòria en aquesta competició li permeté participar en la Copa Confederacions 2005.

## Estadístiques
- Participacions en la Copa del Món = 4
- Primera Copa del Món = 1978
- Millor resultat a la Copa del Món = Primera fase (1978, 1998, 2002, 2006)
- Participacions en la Copa d'Àfrica = 15
- Primera Copa d'Àfrica = 1962
- Millor resultat a la Copa d'Àfrica = Campió (2004)

## Competicions internacionals

### Participacions en la Copa del Món
Campions      Finalistes      Tercers      Quarts
Un requadre vermell indica que eren amfitrions del campionat.
| Historial a la Copa del Món | Historial a la Copa del Món | Historial a la Copa del Món | Historial a la Copa del Món | Historial a la Copa del Món | Historial a la Copa del Món | Historial a la Copa del Món | Historial a la Copa del Món | Historial a la Copa del Món |
| Edició                      | Ronda                       | Posició                     | PJ                          | PG                          | PE                          | PP                          | GF                          | GC                          |
| --------------------------- | --------------------------- | --------------------------- | --------------------------- | --------------------------- | --------------------------- | --------------------------- | --------------------------- | --------------------------- |
| 1930                        | Integrada a França          | Integrada a França          | Integrada a França          | Integrada a França          | Integrada a França          | Integrada a França          | Integrada a França          | Integrada a França          |
| 1934                        | Integrada a França          | Integrada a França          | Integrada a França          | Integrada a França          | Integrada a França          | Integrada a França          | Integrada a França          | Integrada a França          |
| 1938                        | Integrada a França          | Integrada a França          | Integrada a França          | Integrada a França          | Integrada a França          | Integrada a França          | Integrada a França          | Integrada a França          |
| 1950                        | Integrada a França          | Integrada a França          | Integrada a França          | Integrada a França          | Integrada a França          | Integrada a França          | Integrada a França          | Integrada a França          |
| 1954                        | Integrada a França          | Integrada a França          | Integrada a França          | Integrada a França          | Integrada a França          | Integrada a França          | Integrada a França          | Integrada a França          |
| 1958                        | No hi participà             | No hi participà             | No hi participà             | No hi participà             | No hi participà             | No hi participà             | No hi participà             | No hi participà             |
| 1962                        | No es classificà            | No es classificà            | No es classificà            | No es classificà            | No es classificà            | No es classificà            | No es classificà            | No es classificà            |
| 1966                        | Es retirà                   | Es retirà                   | Es retirà                   | Es retirà                   | Es retirà                   | Es retirà                   | Es retirà                   | Es retirà                   |
| 1970                        | No es classificà            | No es classificà            | No es classificà            | No es classificà            | No es classificà            | No es classificà            | No es classificà            | No es classificà            |
| 1974                        | No es classificà            | No es classificà            | No es classificà            | No es classificà            | No es classificà            | No es classificà            | No es classificà            | No es classificà            |
| 1978                        | Primera fase                | 9è                          | 3                           | 1                           | 1                           | 1                           | 3                           | 2                           |
| 1982                        | No es classificà            | No es classificà            | No es classificà            | No es classificà            | No es classificà            | No es classificà            | No es classificà            | No es classificà            |
| 1986                        | No es classificà            | No es classificà            | No es classificà            | No es classificà            | No es classificà            | No es classificà            | No es classificà            | No es classificà            |
| 1990                        | No es classificà            | No es classificà            | No es classificà            | No es classificà            | No es classificà            | No es classificà            | No es classificà            | No es classificà            |
| 1994                        | No es classificà            | No es classificà            | No es classificà            | No es classificà            | No es classificà            | No es classificà            | No es classificà            | No es classificà            |
| 1998                        | Primera fase                | 26è                         | 3                           | 0                           | 1                           | 2                           | 1                           | 4                           |
| 2002                        | Primera fase                | 29è                         | 3                           | 0                           | 1                           | 2                           | 1                           | 5                           |
| 2006                        | Primera fase                | 24è                         | 3                           | 0                           | 1                           | 2                           | 3                           | 6                           |
| 2010                        | No es classificà            | No es classificà            | No es classificà            | No es classificà            | No es classificà            | No es classificà            | No es classificà            | No es classificà            |
| 2014                        | No es classificà            | No es classificà            | No es classificà            | No es classificà            | No es classificà            | No es classificà            | No es classificà            | No es classificà            |
| 2018                        | Primera fase                | 24è                         | 3                           | 1                           | 0                           | 2                           | 5                           | 8                           |
| 2022                        | Primera fase                | 21è                         | 3                           | 1                           | 1                           | 1                           | 2                           | 3                           |
| 2026                        | Pendent                     | Pendent                     | Pendent                     | Pendent                     | Pendent                     | Pendent                     | Pendent                     | Pendent                     |
| 2030                        | Pendent                     | Pendent                     | Pendent                     | Pendent                     | Pendent                     | Pendent                     | Pendent                     | Pendent                     |
| 2034                        | Pendent                     | Pendent                     | Pendent                     | Pendent                     | Pendent                     | Pendent                     | Pendent                     | Pendent                     |
| Total                       | Primera fase                | Primera fase                | 18                          | 3                           | 5                           | 10                          | 15                          | 28                          |

### Participacions en la Copa d'Àfrica
| - 1957 - No va participar - 1959 - No va participar - 1962 - Semifinals - 1963 - Primera fase - 1965 - Final - 1968 - No es va classificar - 1970 a 1974 - No va participar - 1976 - No es va classificar - 1978 - Semifinals - 1980 - Es va retirar - 1982 - Primera fase - 1984 a 1992 - No es va classificar - 1994 - Primera fase |  | - 1996 - Final - 1998 - Quarts de final - 2000 - Semifinals - 2002 - Primera fase - 2004 - Campió - 2006 - Quarts de final - 2008 - Quarts de final - 2010 - Primera fase - 2012 - Quarts de final - 2013 - Primera fase - 2015 - Quarts de final - 2017 - Quarts de final |

### Participacions en la Copa de Confederacions
- 2005 - Primera fase